# Tartessos
Tartessos (en griego antiguo: Τάρτησσος Tártēssos; en latín: Tartessus), Tarteso o Tartesia es el nombre por el que los griegos conocían a una de las civilizaciones más antiguas de las que tuvieron conocimiento. Posible heredera del Bronce final atlántico, se desarrolló en el triángulo formado por las actuales provincias de Huelva, Sevilla y Cádiz, y posteriormente en la provincia de Badajoz, en el suroeste de la península ibérica durante el Bronce tardío y la primera Edad del Hierro. Sus comienzos se dan hacia el siglo IX a. C., extendiéndose hasta el siglo V a. C. Se presume que tuvo por eje el río Tartessos, que pudo ser el que los romanos llamaron luego Betis (Guadalquivir). Sin embargo, hay autores que la sitúan en la confluencia de las bocas del Odiel con el Tinto (Huelva), puesto que bajo la propia ciudad onubense es sabido que se hallan sepultados importantes restos. También se ha situado el núcleo del país en torno al río Barbate (Porlan, 2015).
Tartesos influyó sobre las tierras del interior y el Algarve portugués. Los tartesios desarrollaron presumiblemente una lengua y escritura distinta a la de los pueblos vecinos y, en su fase final, tuvieron influencias culturales de egipcios y fenicios.
La primera fuente histórica que alude a Tartessos se halla en la obra de Hecateo, en el siglo VI a. C., quien fue considerado por los autores antiguos como un logógrafo, término que definía a los historiadores antes de los tiempos de Heródoto y Tucídides. Hecateo menciona varias ciudades tartésicas, mientras que Heródoto (la siguiente fuente relevante) habla del rey Argantonio (que se cree significaría El hombre o señor de la plata) que gobernó más de 100 años y de su incontable riqueza, sabiduría y generosidad. Una más tardía data del siglo IV d. C., del escritor romano Rufo Festo Avieno, que escribió una obra titulada Ora maritima, poema en el que se describen las costas mediterráneas, basándose en textos más antiguos (probablemente del siglo VI a. C.). De ella Avieno dijo que era un «periplo», es decir, un viaje de navegación costera realizado por un marino griego o cartaginés, en el que partiendo de las costas de Britannia o de Cornualles (Inglaterra) llegó hasta Massalia (actual Marsella). Como resultado de aquel viaje se narran los lugares visitados por el desconocido marino, que proporciona las noticias más antiguas sobre la península ibérica y cita entre otras a "la ciudad de Gadir, llamada antes Tarteso". Éforo de Cime dijo que desde Cádiz a Tartessos había medio día de navegación.
Su gentilicio es tartesio o tartésico.

## Origen

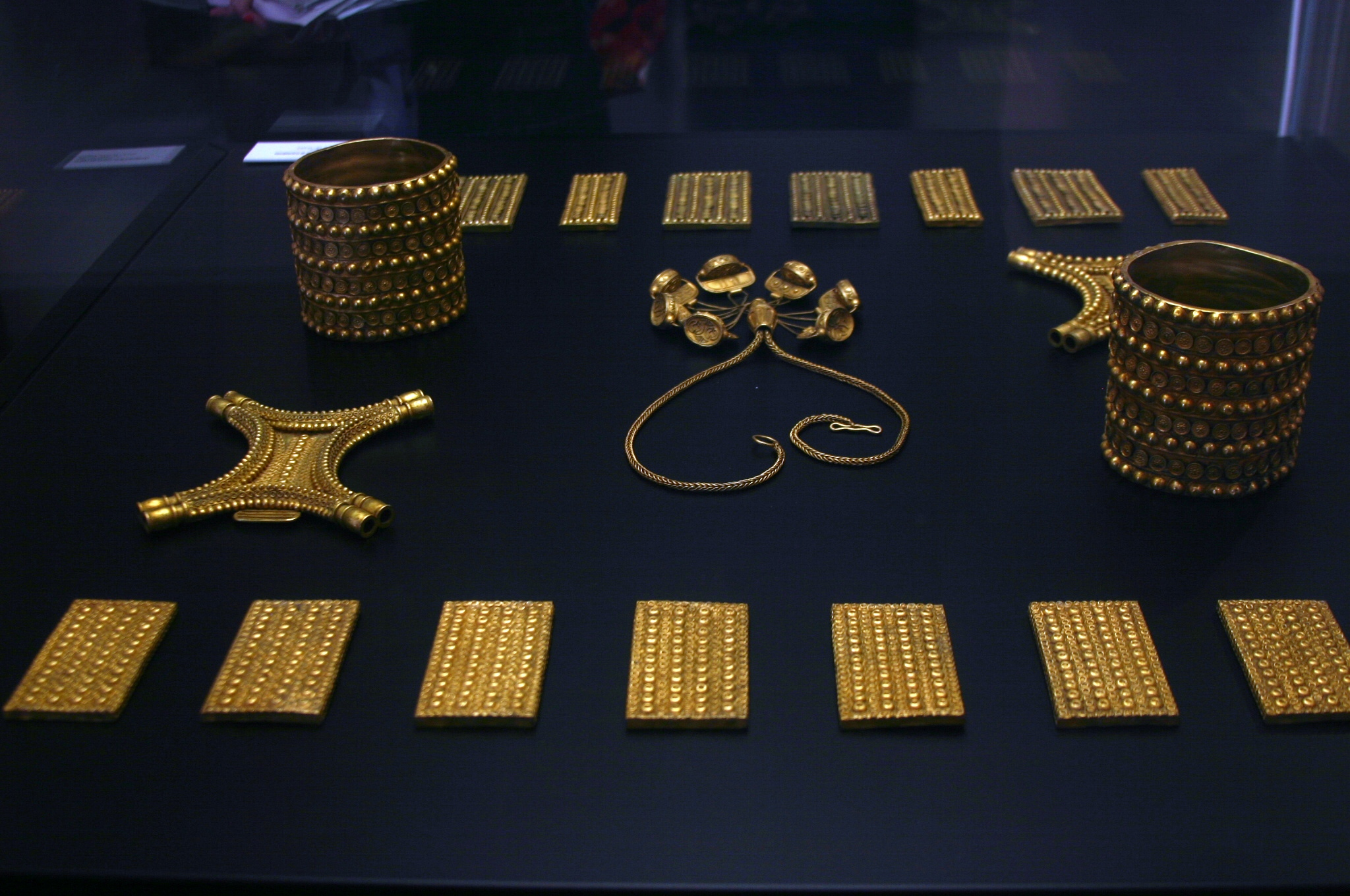
Tesoro de El Carambolo, Museo Arqueológico de Sevilla

Sobre el origen de la cultura tartesia se ha escrito mucho, a pesar de lo cual nada es seguro todavía. Entre las corrientes principales estarían la indigenista y la colonialista:
- Según algunas investigaciones, esta cultura se formó a partir de la evolución de las poblaciones locales herederas del Bronce del suroeste peninsular, evolución que llegó a su clímax cuando comenzaron a relacionarse con las factorías fenicias del litoral.[7]
- Según otros, la cultura tartesia sería el resultado exclusivo de la aculturación de los indígenas por parte de los fenicios. Esta teoría se apoya en las cronologías de colonización y en los restos arqueológicos, como cerámicas bruñidas con decoración de retícula, piezas de barniz rojo y las representaciones religiosas, que claramente hacen referencias a dioses orientales, como Astarté, Baal o Melkart.

Sobre el origen de los propios tartesios, y en el marco de las teorías difusionistas tan en boga hasta los años 1970 del siglo XX, se ha llegado a decir que llegaron a la península con los pueblos del mar, o incluso que pudieron ser pueblos indoeuropeos precursores de la cultura celta o gentes procedentes de las estepas al norte del Cáucaso, que se asentaron sobre el sustrato prehistórico. También se pensó que podrían haber traído con ellos el neolítico, la agricultura y la ganadería, desde el Oriente Próximo, originado la cultura argárica y la de los campos de urnas.

## Extensión

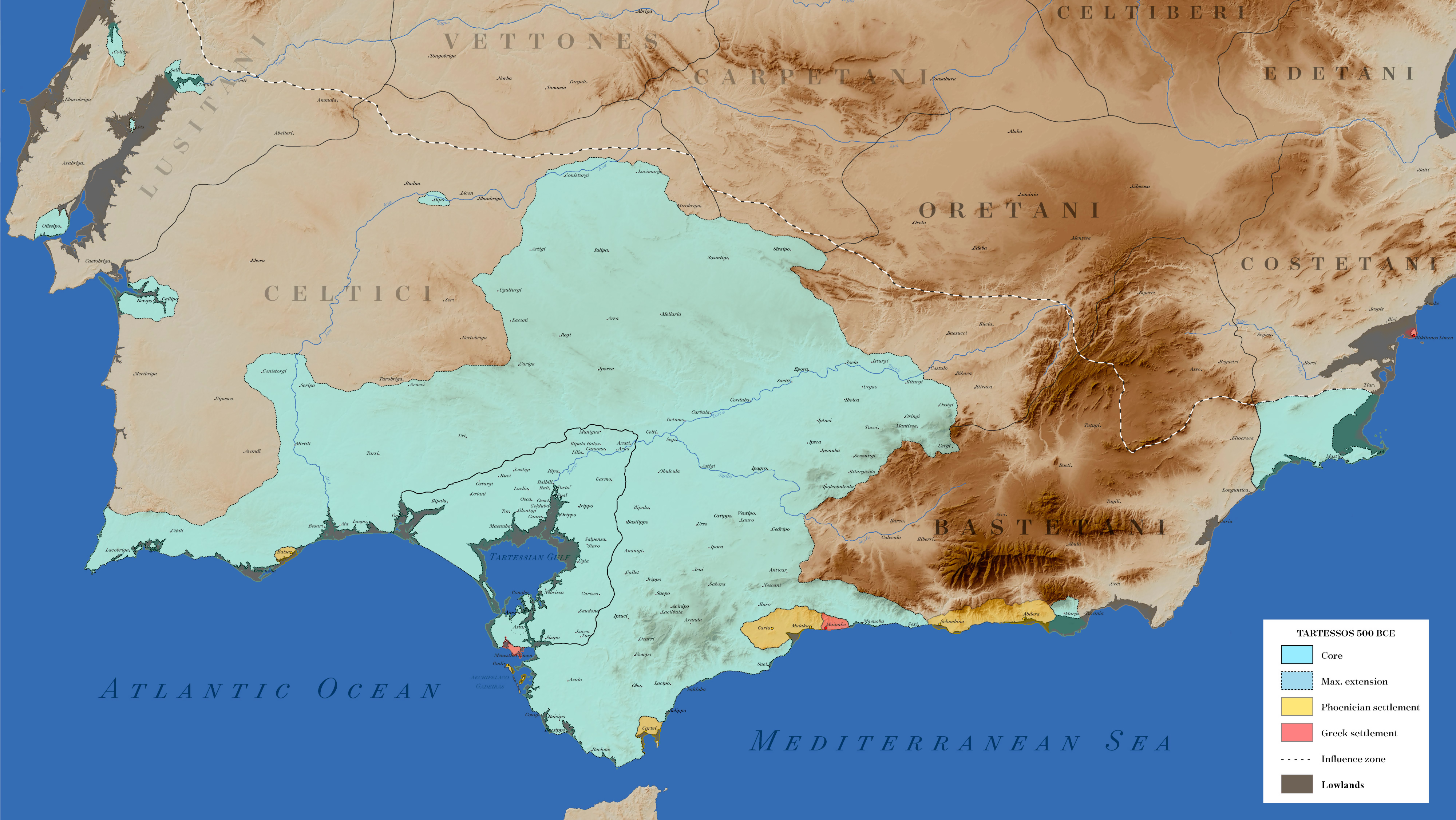
Tartessos en la península ibérica 500 a. C.

El núcleo original de la cultura tartesia comprende aproximadamente el territorio de las actuales provincias de Huelva, Sevilla y Cádiz. Dos áreas especialmente importantes fueron los centros mineros de los ríos Tinto y Odiel y la llanura agropecuaria del Guadalquivir. Estas eran las zonas más intensamente pobladas y desde ellas la influencia tartesia se extendería durante el Bronce final y la Primera Edad del Hierro por buena parte del resto de Andalucía y Extremadura, así como el Algarve y el Alentejo portugueses.
Algunos asentamientos importantes de la costa fueron Asta, Nabrissa, Spal, Onoba, Ossonoba, Olissipo y Mastia, mientras que en el interior se destacan Corduba, Carmo, Astigi, Carambolo, Tejada la Vieja, Setefilla y Cancho Roano (Badajoz).

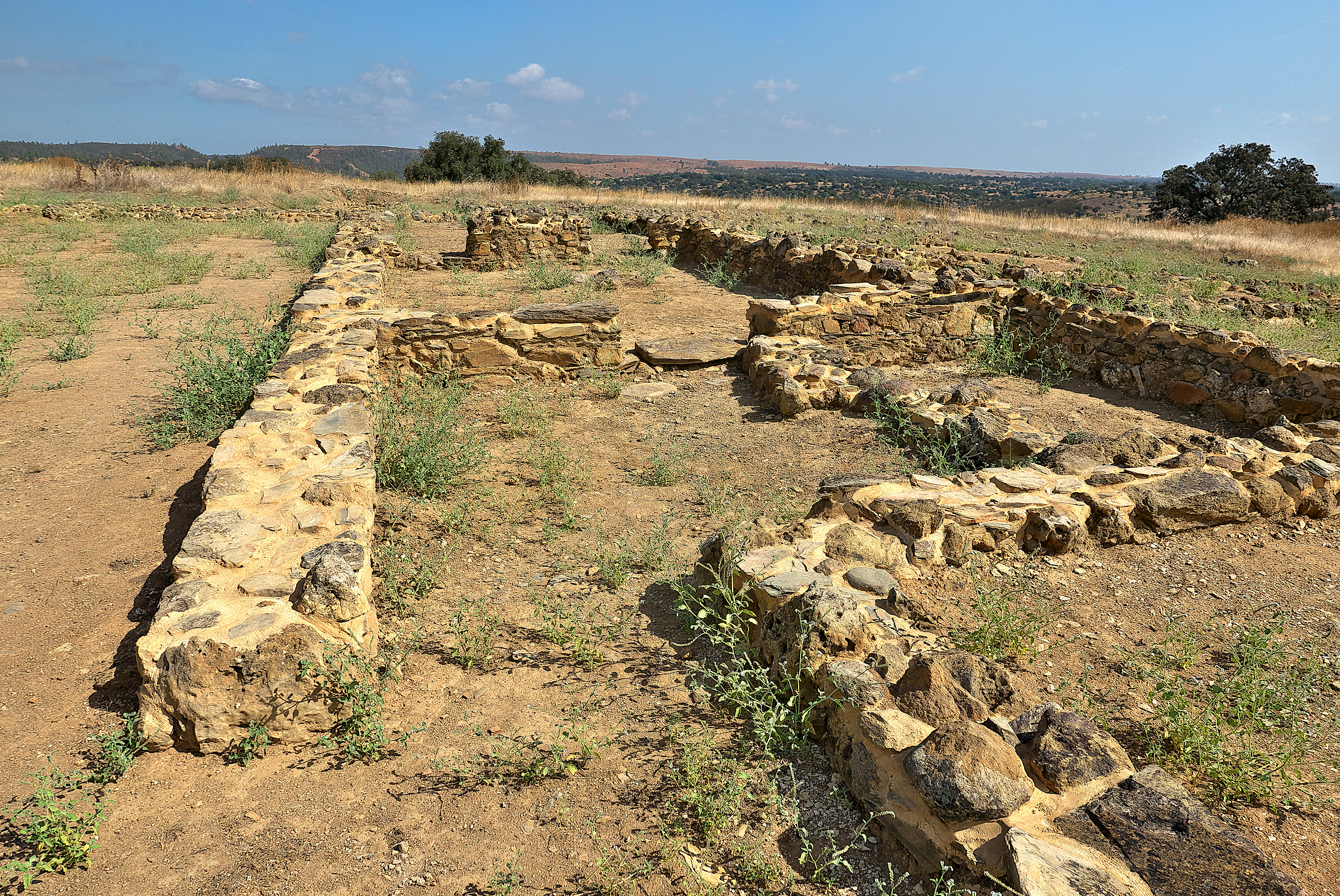
Tejada la Vieja en Huelva.

En una última fase (siglo VI a. C.), se produjo una emigración hacia el norte por motivos desconocidos que pobló el valle del Guadiana e incluso el Valle de Alcudia, tal como demuestran los yacimientos tartésicos de Cancho Roano, El Turuñuelo.

## Cronología

### Bronce tardío (1200a.C.-900a.C.)
Aparición de asentamientos estables en los que se aprecia una incipiente jerarquización social. Los primeros poblados tartésicos datan de esta etapa final del Bronce. Están compuestos por casas de planta ovalada o circular, construidos sin una organización espacial definida. Se situaban en lugares estratégicos donde dominaban los caminos terrestres y los recursos agrícolas y mineros de la región. Algunos de los asentamientos importantes de esta época son:
| - Setefilla (Sevilla) - Carmona (Sevilla) - La Tablada (El Viso del Alcor, Sevilla) - Montemolín (Badajoz) | - El Berrueco (Cádiz) - Llanete de los Moros, Montoro (Córdoba) - Colina de los Quemados (Córdoba) - Onuba (Huelva) |  |

### Etapa proto-orientalizante (900a.C.-700a.C.)
Todavía del Bronce final, hay un incremento de las piezas metálicas y de orfebrería, así como de la demografía. Los poblados conocidos por la arqueología, como El Carambolo, son de pequeño tamaño, con cabañas circulares u ovales cuyas paredes fueron levantadas con ramas y barro. La sociedad se fue estratificando, concentrándose el poder en unas élites militares cuya evidencia arqueológica son las estelas de guerrero.
Por otro lado, sobre el 800 a. C. se advierten los primeros influjos tartésicos en Andalucía oriental además de intensificarse la explotación de plata a gran escala en la zona de Riotinto.

### Etapa orientalizante (700a.C.-650a.C.)

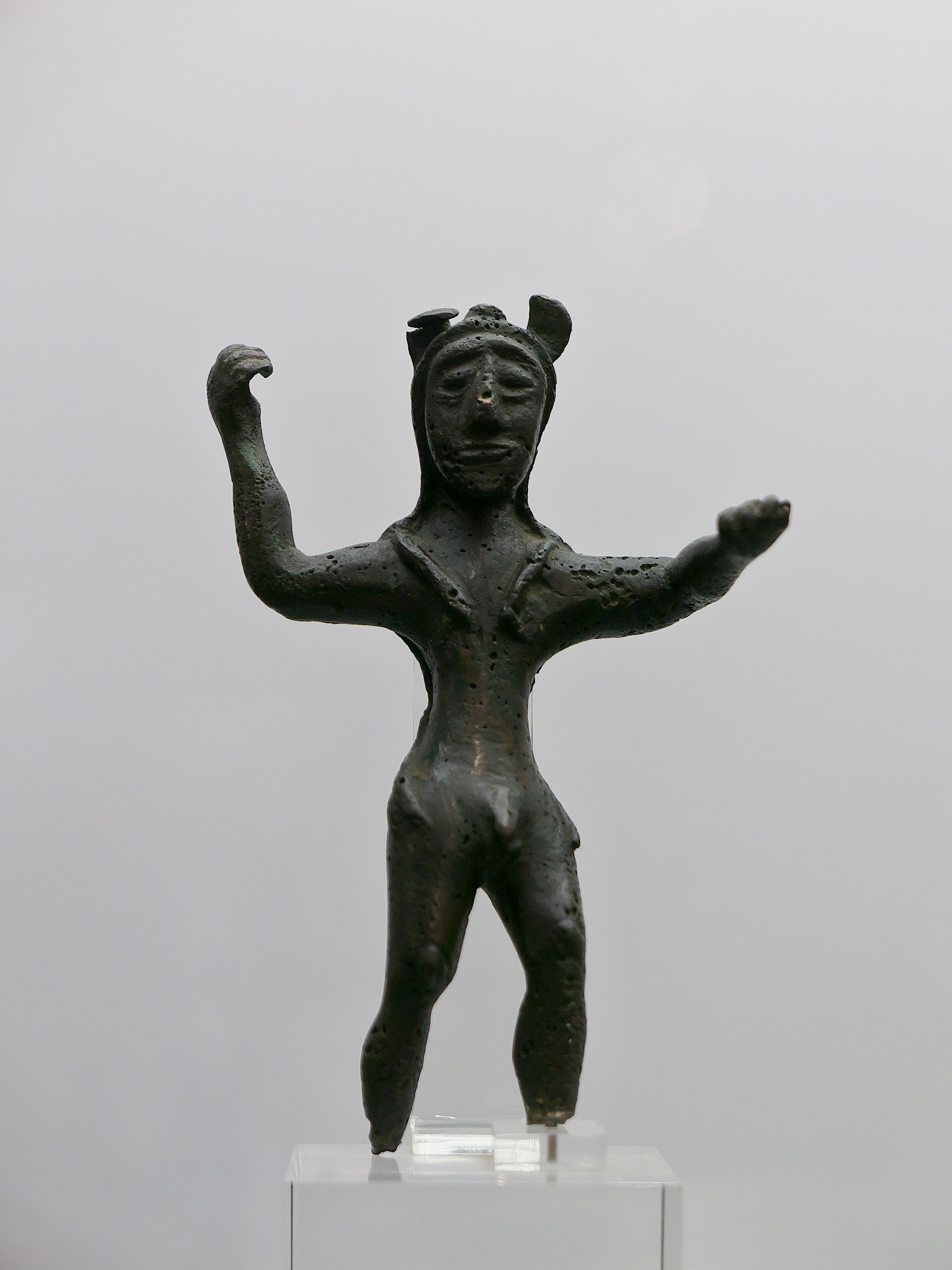
Estatuilla de bronce que representa a Melkart (Sevilla).

Ya en la Edad del Hierro, coincide con el apogeo sociocultural y construcción de murallas en algunos poblados como Tejada la Vieja. La fundación de los enclaves comerciales fenicios provocó un proceso de aculturación y adopción de técnicas como el torno de alfarero, las técnicas de filigrana y granulado en orfebrería, así como el gusto por los modelos suntuarios orientales. También en el mundo funerario se impuso la incineración sobre la inhumación.

### Etapa tardía (650-500a.C.)
Caracterizada por el reinado del único monarca histórico: Argantonio. Sobre el año 600̺ a. C. los griegos focenses establecen colonias en Andalucía, como evidencia la numerosa presencia de objetos griegos en la cultura tartésica. En la batalla de Alalia (535 a. C.), (Córcega) los griegos fueron derrotados por una coalición formada por cartagineses y etruscos, por lo que Tartessos se quedó sin un importante aliado comercial.
A finales del siglo VII a. C. y coincidiendo con la llegada de las primeras cerámicas griegas, en la región de Huelva se redujo la producción de plata y se abandonaron los centros metalúrgicos. En la segunda mitad del siguiente siglo Huelva entró en decadencia, mientras las murallas de Tejada fueron reforzadas. El comercio y las importaciones fenicias se redujeron drásticamente, desapareciendo las tumbas principescas del valle del Guadalquivir.

### Desaparición de Tartessos (500 a.̺C.)

Pueblos surgidos de la desaparición de Tartessos

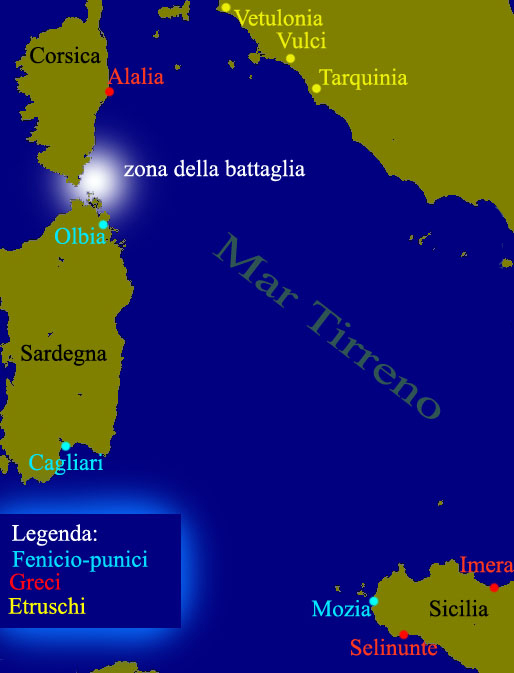
Mapa del mar Tirreno con ciudades etruscas, griegas y púnico-fenicias

Tartessos desapareció abruptamente de la historia: a partir de la batalla de Alalia (535 a. C.) quince años después de la muerte de Argantonio, en la que etruscos y cartagineses se aliaron contra los griegos, no hay más referencias escritas.
Una de las posibilidades es que fuera barrida por Cartago tras su victoria sobre los griegos para hacerle pagar así su alianza con estos. O por Gadir, metrópolis fenicia que podía ambicionar el control del comercio de los metales. O quizás por los pueblos de la meseta. Cartago se convirtió así en dueña indiscutible del Mediterráneo Occidental. Cortada la ruta hacia Iberia, los focenses cesan el comercio con Tartessos, que queda lentamente relegada al olvido.
La derrota griega dejó a los tartessos sin sus aliados y expuestos al ataque púnico. Todo el imperio de Tartessos debió hundirse tras la caída de su capital y la misma suerte le cupo a Mainake (Málaga), la ciudad griega fundada bajo la protección de Tartessos. Así Cartago se adueña del Mediterráneo Occidental y la mayor parte de la costa mediterránea ibérica queda bajo su influencia.
Este dominio púnico se mantendría en estas tierras hasta que Cartago se enfrentó a Roma por la hegemonía en el Mediterráneo occidental, en las guerras púnicas, siendo derrotada totalmente en el 146 a. C. Esto marcaría la llegada de los romanos a la península ibérica, donde encuentran una región llamada Turdetania en la que vivían posibles descendientes de los tartesios. A esta región la llamarían la Betica, y al río Tartessos que la cruzaba lo llamarían río Betis.
Pero también se han dado explicaciones de carácter económico: al conseguir Massalia acceder por tierra a las fuentes de estaño británicas y el mismo Gadir llegar a ellas por mar, el monopolio tartésico se derrumbaría, lo que habría provocado una caída en picado de los ingresos y toda una serie de consecuencias internas que llevarían a la decadencia interna del reino y a su disolución. Asimismo se ha considerado la posibilidad del agotamiento de las vetas de minerales, fuente principal de su riqueza comercial.
De cualquier manera, los centros de poder político-económico se desplazaron hacia la periferia del área tartésica, concentrándose en oppida como Carmona o Cástulo, que darían lugar a los pueblos turdetanos, túrdulos, túrdulos oppidanos y conios.
Otra posible interpretación sería un cambio en el clima. En su libro, Esther Rodríguez sugiere que sus investigaciones indican un cambio climático, no necesariamente catastrófico, sino más bien como una sucesión continua de inundaciones. Este concepto se desprende, por ejemplo, de las excavaciones en el patio de Casas del Turuñuelo, donde se ha identificado un nivel de inundación que afectó al lugar justo antes de su clausura ritual y abandono. Aunque la investigadora señala que esta hipótesis debe ser respaldada por análisis de semillas y fauna recuperadas, así como estudios geomorfológicos adicionales.

## Toponimia y colonización

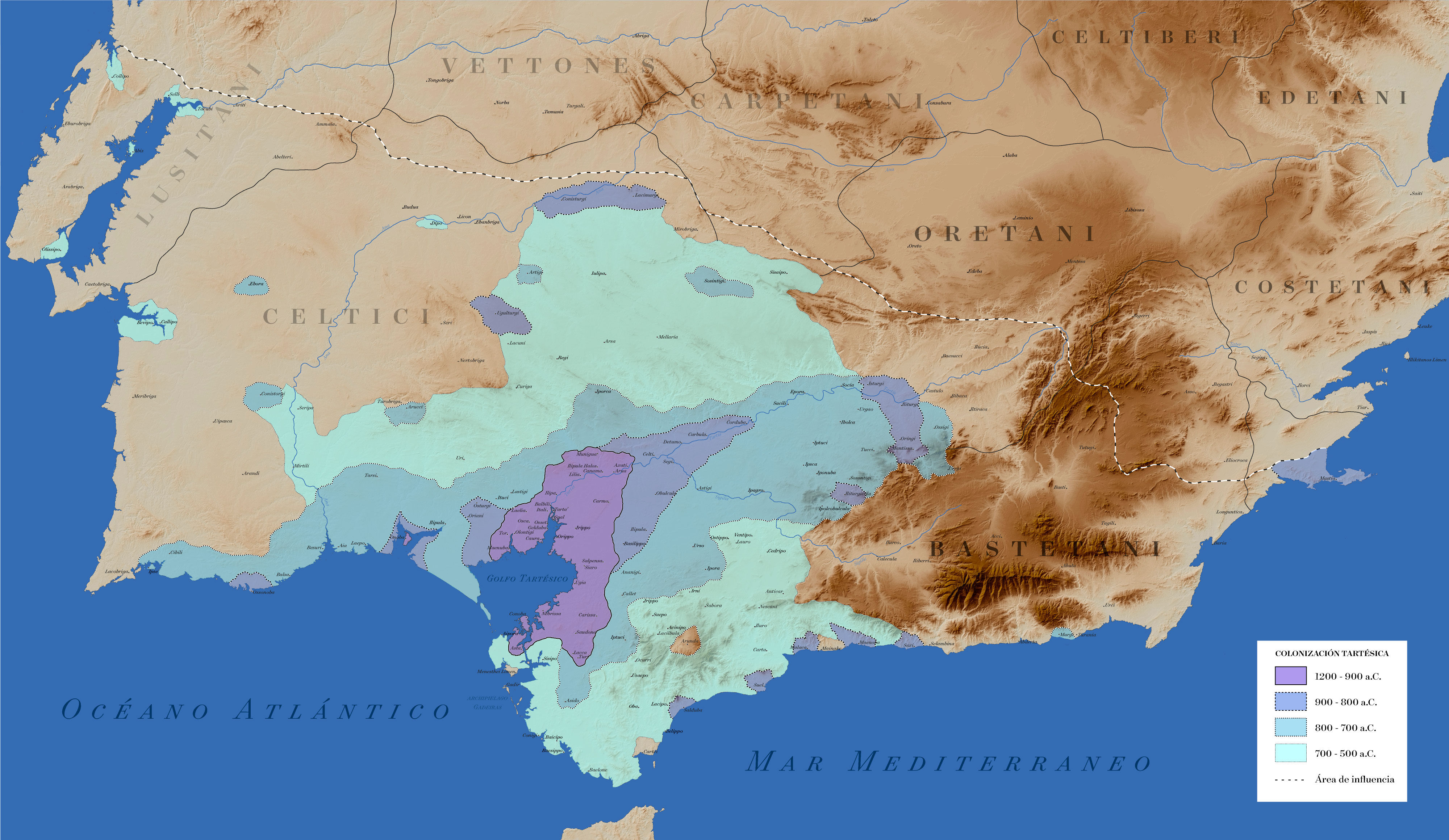
Extensión de los asentamientos tartésicos 1200 a. C.-500 a. C.

Existen topónimos prerromanos tartésicos, entre los que destacan los formados con ipo, elemento que se supone significaría “ciudad”, -urgi y -uba.
La distribución de los topónimos citados no es aleatoria, sino que su marco geográfico y cultural refleja una “colonización” tartésica confirmada por hallazgos arqueológicos, que puede compararse con la colonización etrusca.
Se conocen más de 50 topónimos formados por ipo en el suroeste peninsular. Entre ellos destacan Olissipo (Lisboa), Baesippo (Barbate), Collipo (San Sebastián de Freixo, Leiría), Ilip(o)la (Niebla), Irippo (Alcalá de Guadaíra), Orippo (Dos Hermanas), Ostippo (Estepa), Seripa (Serpa, Portugal), Aipora (Sanlúcar de Barrameda), Laepo (Lepe), Epora (Montoro, Córdoba) o Iponuba (Baena).
Entre los topónimos en -urgi destacan Conisturgi (Medellín), Isturgi (Andújar) o Murgi (El Ejido) y entre los topónimos en -uba destacan Corduba (Córdoba), Onuba (Huelva) y Ossonoba (Faro).
Durante el Periodo Orientalizante se fundaron numerosos asentamientos para controlar la red de comunicaciones terrestres surgida, paralela a la ruta marítima que alcanzaba desde Gadir hasta los estuarios del Sado y el Tajo por Onuba (Huelva), Ossonoba (Faro), Ipses (Vila Velha, Alvor) y Lacobriga (Lagos).
Las diferencias que ofrecen los distintos tipos de antropónimos en su dispersión geográfica y en relación con el sistema viario orientalizante y los restos arqueológicos hallados en algunas poblaciones permiten plantear que esas fundaciones “coloniales” corresponden a diversas fases, caracterizadas por distintos topónimos extendidos por áreas diversas y en fechas distintas.
A una primera fase parecen corresponder los topónimos en -urgi, quizás utilizados en el Bronce Final, en el Valle medio del Guadiana y el Alto Guadalquivir. De forma paralela se advierte una colonización marina a partir del golfo Tartésico evidenciada por los topónimos en -uba. Esta expansión hacia el Atlántico habría alcanzado Onuba antes del siglo X a. C. y desde esta, Ossonoba, mientras hacia el Mediterráneo alcanzarían Salduba (Estepona) y Maenoba (Vélez Málaga).
Una segunda fase de colonización estaría representada por topónimos iniciados por Ipo-, que aparecen fuera de la zona nuclear. Las poblaciones en Ipo- se extendieron en su mayoría hacia el este del Genil, aunque también hay algunas poblaciones en Ipo- al oeste del Guadalquivir, como Iporca (Constantina, Sevilla), I(po)tuci (Aldea de Tejada, Huelva) e Ipses (Vila Velha, Algarve), que controlarían las vías de dicha colonización orientalizante.
La tercera fase, principal y más característica, ya correspondería a los topónimos finalizados en -ipo todos ellos situados en la periferia de la colonización tartésica, llegando hasta Collipo (Leiría, Portugal) por la costa atlántica.

## Yacimientos

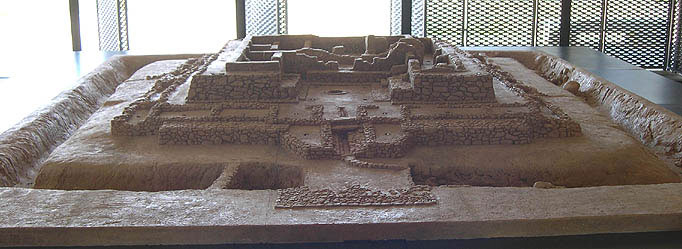
Maqueta de Cancho Roano, en Zalamea de la Serena (Badajoz)

Algunos yacimientos importantes que se podrían considerar tartésicos son:
- Aliseda, en la provincia de Cáceres
- Asta Regia, en Jerez de la Frontera (Cádiz)
- Cancho Roano, en Zalamea de la Serena (Badajoz)
- La Mata, en Campanario (Badajoz)
- El Carambolo, en Camas (Sevilla)
- Cerro Salomón (Huelva)
- La necrópolis de la Joya, en la ciudad de Huelva
- La Tablada, en El Viso del Alcor (Sevilla)
- Tejada la Vieja, en Escacena del Campo (Huelva)
- El Turuñuelo, en Guareña (Badajoz)
- Carmona, en la provincia de Sevilla; foso, viviendas, muralla y bastiones.

Cancho Roano aún constituye una incógnita. Es posible que fuera un palacio o un lugar de culto, o que cumpliera ambas funciones, además de mercado y santuario funerario. Solo sus primeros estadios se asociarían con el mundo tartésico. Su estructura evidencia la influencia oriental sobre Tartessos: patio delantero con torres en las alas de tipo migdal, escalera lateral, sala transversal, habitaciones con cámara y antecámara, espacio central, almacenes, segunda planta destinada a almacén y vivienda, trazado geométrico, uso de adobe, pseudoortostatos y, muy probablemente, cubierta aterrazada. Estas fórmulas arquitectónicas apuntan a la zona norsiria y, quizás, de Fenicia septentrional más que a Mesopotamia, Siria meridional o Canaán, pues parecen derivar de los palacios norsirios de inicios del I milenio, cuyo elemento más característico es el bît-hilani o pórtico de columnas abierto a un salón del trono con su eje longitudinal paralelo a la fachada, pudiendo considerarse origen de la apadana persa y del iwan de la arquitectura sasánida e islámica.
Cerro Salomón fue un poblado minero establecido en el siglo VII a. C. en la cabecera del río Tinto. En él se encontraron herramientas mineras, lámparas, fuelles y crisoles. Sus habitantes extraían oro, plata y cobre, fundían el mineral y lo enviaban río abajo hasta Onuba en forma de lingotes o en bruto. Este puerto tartesio funcionaba como el centro de una red de asentamientos y en él también se realizaban actividades metalúrgicas. Otros asentamientos dedicados a la metalurgia y localizados en la cercanía de las minas serían San Bartolomé de Almonte y Peñalosa.
Tejada la Vieja se sitúa en el municipio onubense de Escacena del Campo, llegando a estar habitado entre los siglos VIII y IV a. C. Controlaba la ruta que se utilizaba para llevar los minerales obtenidos en las minas de Aznalcóllar al puerto de Gadir. Se conserva bien el perímetro amurallado y las estructuras de las viviendas.

### Fuentes antiguas

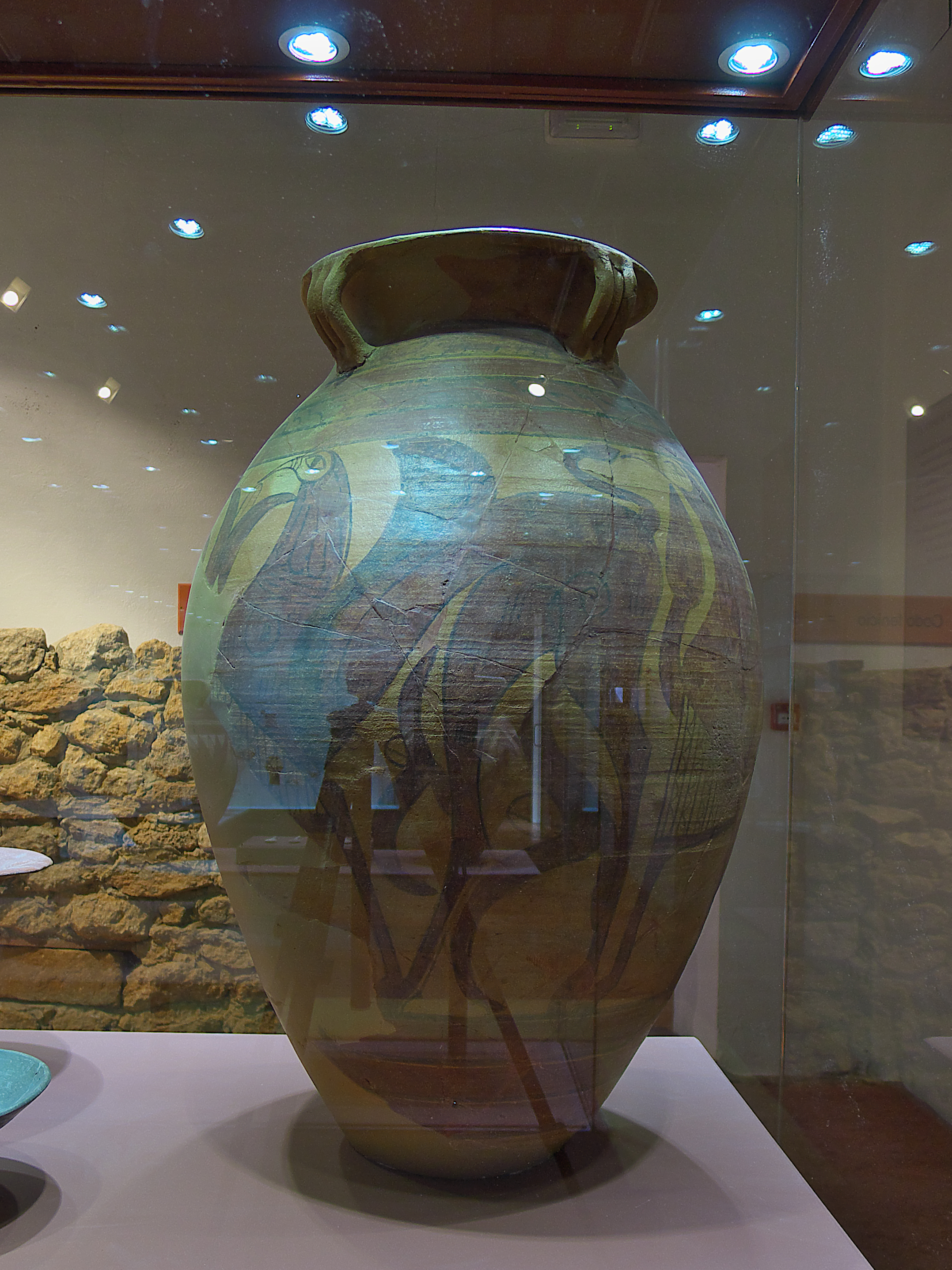
Cerámica orientalizante, Carmona (s. VII a. C.)

## Economía

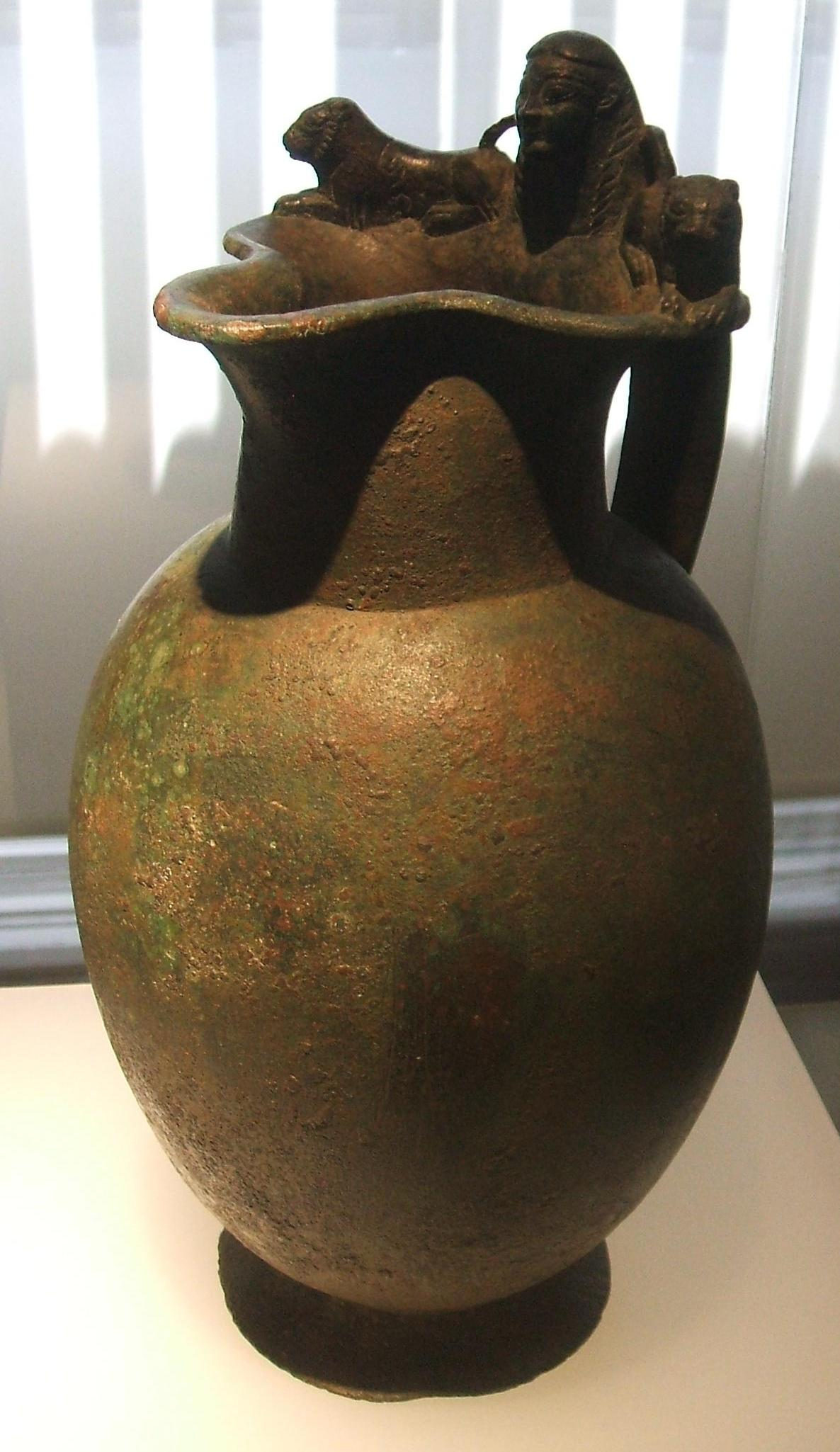
Jarro de Valdegamas (s. VI a. C., procedente de Don Benito, Badajoz. (M.A.N.)

## Idioma

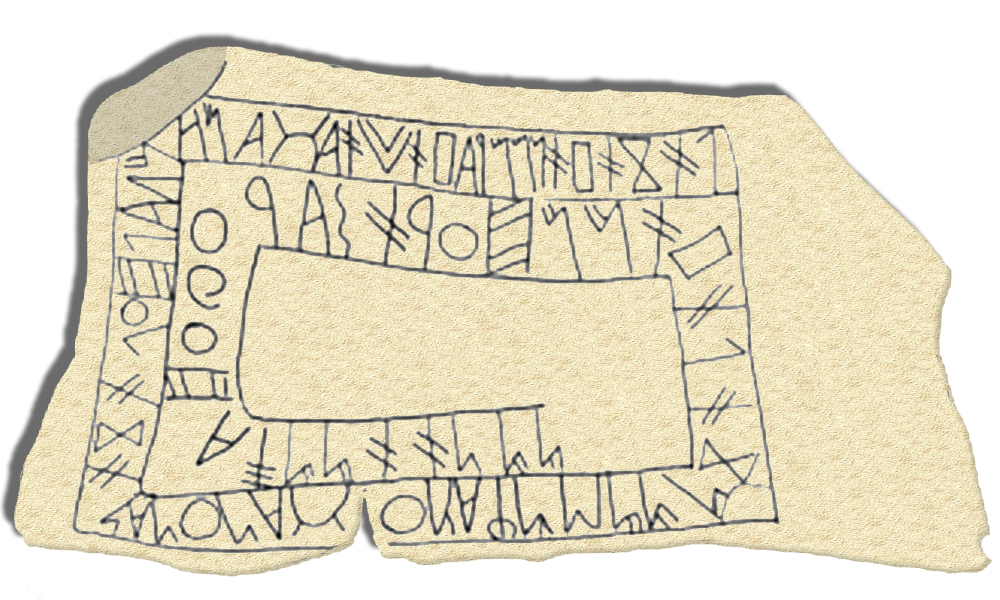
Reproducción de la Estela de Bensafrim, mostrando una inscripción en lo que se cree es la lengua de Tartessos

## En las fuentes

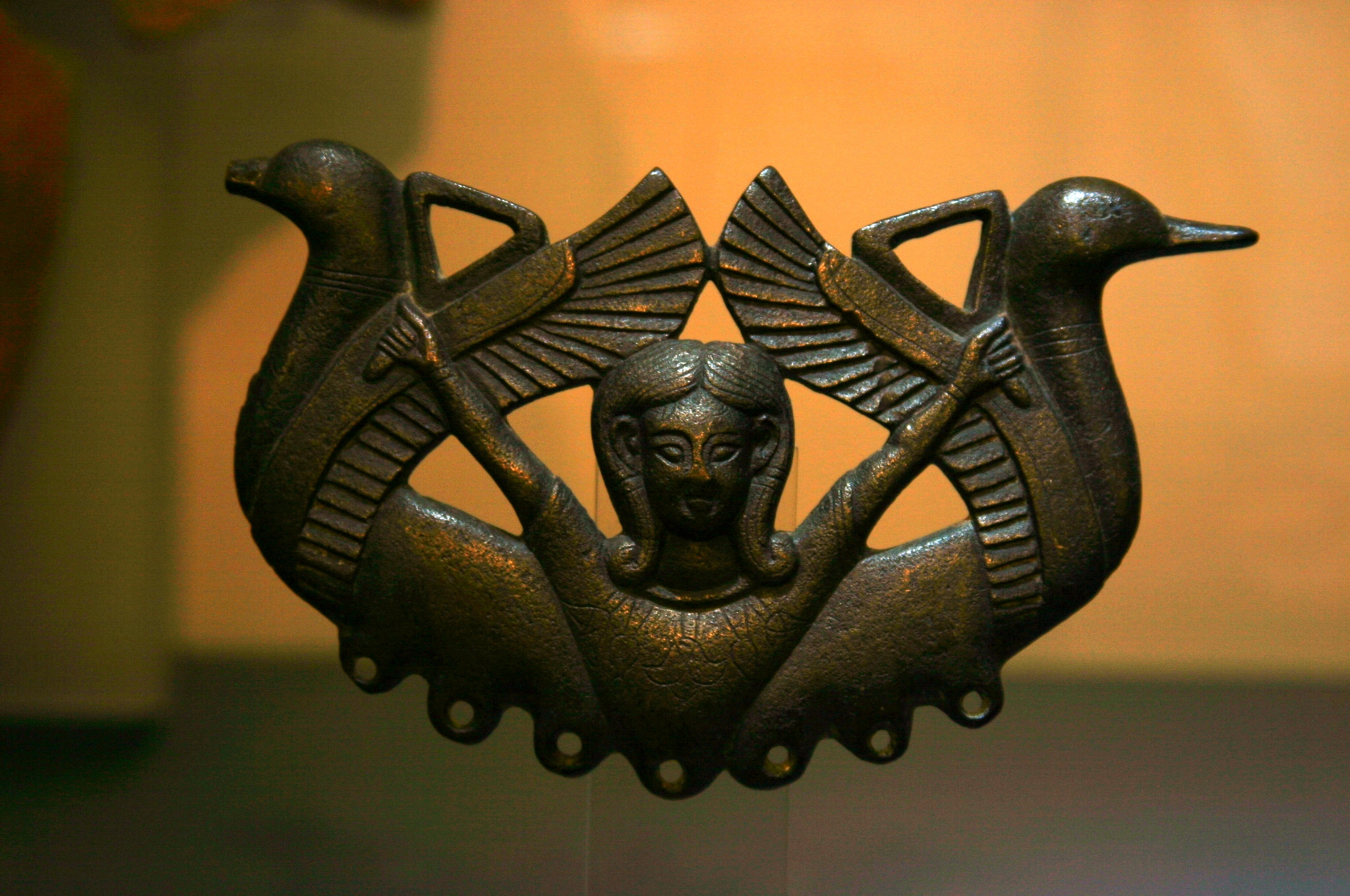
Bronce tartésico conocido como «Bronce Carriazo», que representa a la diosa fenicia Astarté como diosa de las marismas y los esteros. El objeto se encuentra en el Museo Arqueológico de Sevilla y es una de las obras tartésicas más conocidas